# Норвезький Гельсінський комітет
Норвезький Гельсінський комітет (Den norske Helsingforskomité) — норвезька неурядова організація з прав людини, що базується в Осло. Засновано 1977 року після прийняття Гельсінських угод. Працює над практичним забезпеченням дотримання прав людини. Був пов'язана з нині неіснуючою Міжнародною Гельсінською федерацією з прав людини.
У 2025 році комітет був оголошений «небажаною організацією» в Росії.

## Мета
Норвезький Гельсінський комітет засновано після прийняття Гельсінських угод. Його діяльність ґрунтується на принципі, що документування порушень прав людини та наявність сильного громадянського суспільства є життєво важливими для того, щоб держави могли захищати права людини як у межах своїх кордонів, так і за кордоном. Мета полягає в тому, щоб зробити внесок у документування порушень прав людини в регіоні ОБСЄ, надати допомогу окремим особам та вплинути на уряди й міжнародні організації, щоб вони брали до уваги права людини. НГК приділяє особливу увагу свободі слова, свободі об'єднань, праву на самовизначення, правам меншин, праву на свободу совісті та віросповідання, а також особистій недоторканності.

## Діяльність
Робота Норвезького Гельсінського комітету зосереджена на державах Європи, Центральної Азії та Північної Америки. Значну увагу приділено, зокрема, колишнім радянським республікам та Західним Балканам, тобто країнам колишньої Югославії та Албанії. Його діяльність включає моніторинг та звітність про порушення прав людини, освіту в галузі прав людини та підтримку демократії у формі передання знань та фінансової підтримки проєктів, керованих місцевими правозахисними організаціями. Норвезький Гельсінський комітет також здійснював спостереження та звітував про вибори в багатьох країнах, а також організував міжнародне спостереження за виборами в Норвегії.
Крім того, Комітет прагне впливати на думку та владу щодо актуальних питань через заяви у ЗМІ та участь у громадських дебатах, а також виносити питання прав людини на порядок денний громадськості через власну веб-сторінку, щорічні звіти та інформаційні бюлетені. Комітет бере участь у зустрічах в Організації з безпеки та співробітництва в Європі (ОБСЄ), Раді Європи та Організації Об'єднаних Націй. В останні роки також просував використання міжнародних судових інституцій, таких як Європейський суд з прав людини та Міжнародний кримінальний суд, в окремихпринципових справах.
Норвезький Гельсінський комітет був пов'язаний з Міжнародною Гельсінською федерацією з прав людини, самокерованою групою з 44 національних Гельсінкських комітетів та асоційованих організацій у Європі, Центральній Азії та Північній Америці, до її закриття 2008 року.